# 土田拓海 (演員)
土田拓海（1991年6月15日—）是日本的演員・藝人， 中京圈的當地男子團體BOYS AND MEN的成員之一。暱稱為つっちー
愛知県出身。隸屬於FORTUNE ENTERTAINMENT INC.。。身高182cm。在BOYS AND MEN中的代表色為紫色。